# MTV Unplugged
MTV Unplugged ist eine vom Fernsehsender MTV seit 1989 produzierte Konzert-Reihe, bei der etablierte Musiker eine Auswahl ihrer Lieder sowie oftmals auch Coverversionen von Liedern anderer Interpreten ohne den Einsatz von Keyboards, E-Gitarren und sonstiger elektronischer Instrumente spielen –  die Arrangements werden angepasst und des Öfteren kommen dabei auch klassische Instrumente zum Einsatz.
Die Konzerte haben im Gegensatz zu großen Hallen- oder Stadiongigs eher den Charakter kleinerer Club-Konzerte, Interpreten und Publikum sitzen in entspannter Atmosphäre in einer bestimmten Kulisse, die für jeden Künstler individuell gestaltet wird.

## (Vor-)Geschichte
Das Konzept, etablierte Musiker und Gruppen ihre Hits „unverstärkt“ in akustischer Form aufführen zu lassen, bei Promotion-Auftritten im Fernsehen/Radio oder zu anderen Anlässen (Pete Townshend z. B. spielte 1979 auf der später auf Album und Film veröffentlichten Wohltätigkeitsveranstaltung The Secret Policeman’s Balls, zugunsten von Amnesty International, Hits seiner Band The Who solo und akustisch), war bereits vor dem Start der eigentlichen MTV-Reihe im Jahre 1989 verbreitet, zum Teil auch bei MTV selbst – beispielsweise Jethro Tull im Jahre 1987 –, ohne dass man es mit der Bezeichnung „unplugged“ belegte. Neil Young war bereits seit den 1960er und -70er Jahren bekannt dafür, dass er seine elektrisch veröffentlichten Lieder live auch immer wieder akustisch spielte – und umgekehrt.
Der vielbeachtete Auftritt von Bon Jovi bzw. Jon Bon Jovi und Richie Sambora, die 1989 während der MTV Video Music Awards Livin’ on a Prayer und Wanted Dead or Alive nur mit Akustikgitarren spielten, mag den Ausschlag zum Start einer eigenen Konzertreihe auf MTV gegeben haben. Die erste Staffel startete im November 1989 mit einem Auftritt der englischen New-Wave-Band Squeeze. In loser Folge traten im Laufe des Jahres so unterschiedliche Künstler wie Poison, Elton John, Sinéad O’Connor, Aerosmith und Stevie Ray Vaughan auf.

## Bekannte Auftritte
- Der erste Künstler, der seinen MTV-Unplugged-Auftritt auf Tonträger veröffentlichte, war 1991 Paul McCartney (Unplugged (The Official Bootleg)), dessen Erfolg maßgeblich zur Etablierung des Formats beitrug.
- 1991 produzierte MTV ein erstes Rap/HipHop-Special, bei dem u. a. De La Soul, LL Cool J und A Tribe Called Quest mit einer Begleitband akustisch spielten.
- Mariah Careys Unplugged-Album von 1992 etablierte die Sängerin ein Jahr nach ihrem Debütalbum mit über 10 Millionen verkauften Exemplaren als weltweiten Star.
- Eric Claptons Auftritt im Jahre 1992 gehört zu den bekanntesten Konzerten der Reihe. Das gleichnamige Album Unplugged ist bis heute das meistverkaufte Album der Serie und wurde in Folge mit sechs Grammys, der wichtigsten Auszeichnung der Musikindustrie, ausgezeichnet.[4]
- Der Auftritt von Bruce Springsteen fällt insofern aus der Reihe, als Springsteen bereits früher solo und akustisch aufgetreten war (und mit Nebraska 1982 ein rein akustisches Album aufgenommen hatte), nach dem akustisch gespielten Opener Red Headed Woman aber seine Band zu einem normalen elektrischen Konzert auf die Bühne bat. So hieß das folgende Album dann auch In Concert MTV Plugged, mit einem durchgestrichenen un im Titel.[5]
- Die Wiedervereinigung der beiden Faces-Mitglieder Rod Stewart und Ron Wood im Rahmen eines Stewart-Konzertes in der Reihe 1993 wurde ebenfalls erfolgreich auf CD veröffentlicht und ca. 5 Millionen Mal verkauft.[6]
- 1993 traten Nirvana auf, die sich allerdings weigerten, ihren größten Hit Smells Like Teen Spirit zu spielen und stattdessen mehrere, teilweise unbekannte Coverversionen ins Programm aufnahmen. Das Konzert wurde kurz nach dem Tod des Sängers Kurt Cobain unter dem Titel MTV Unplugged in New York veröffentlicht und stieg unmittelbar danach in Großbritannien und den USA auf die Spitzenpositionen der Charts. Cobain verzichtete allerdings bei seiner akustischen Gitarre nicht auf Pickups, weswegen Puristen bezweifeln, ob diese Aufnahme überhaupt als unplugged zu bezeichnen ist.
- Im August 1994 kamen Jimmy Page und Robert Plant von Led Zeppelin seit längerer Zeit im Rahmen von MTV-Unplugged wieder zusammen und nahmen mit dem London Metropolitan Orchestra und marokkanischen Musikern neu arrangierte Fassungen alter Zeppelin-Klassiker neu auf. Die Resonanz war so groß, dass die Auftritte nicht nur als Album veröffentlicht wurden, sondern man mit dem Programm auf eine ausgedehnte Welttournee ging. Led Zeppelins Bassist John Paul Jones war weder bei den ursprünglichen Auftritten noch bei der Tour zugegen, er wurde noch nicht einmal kontaktiert.[7]
- Im November 1994 wollte der Folk- und Bluesmusiker Bob Dylan alte Country- und Bluesstücke spielen. MTV-Unplugged überredete ihn, lieber auf seine eigenen Klassiker zu setzen. Das folgende Album wurde eines seiner finanziell erfolgreichsten und erreichte den 23. Platz der US-amerikanischen Album-Charts.
- Eine weitere Wiedervereinigung fand 1995 statt. Die Gründungsmitglieder von Kiss traten anlässlich eines MTV-unplugged-Konzerts zum ersten Mal seit 1979 wieder gemeinsam auf. Die Fanreaktion war so überwältigend positiv, dass man sich entschied, im darauffolgenden Jahr wieder gemeinsam auf Tour zu gehen. Das MTV-Unplugged (das ebenfalls auf CD veröffentlicht wurde) ist im Übrigen das einzige Konzert, bei dem die Original-Mitglieder ohne das klassische Make-up auftraten.
- Oasis gaben 1996 in London ein denkwürdiges unplugged-Konzert. Der Sänger Liam Gallagher ließ sich wegen einer Halsentzündung entschuldigen, um dann während des Konzertes (bei dem sein Bruder Noel Gallagher den Gesang übernahm) vom Balkon aus – rauchend und trinkend – lautstark das Geschehen zu kommentieren.

Viele der Unplugged-Shows sind bislang nicht als Tonträger oder auf DVD veröffentlicht worden, darunter Konzerte von Sting, Paul Simon und vielen anderen. Einzelne Songs daraus sind auf verschiedenen von MTV zusammengestellten Compilations zu hören bzw. wurden für B-Seiten der einzelnen Künstler verwendet. Andere (z. B. der oben genannte Oasis-Auftritt) sind lediglich als Bootleg-Versionen erschienen.

## Deutsche Künstler
- Herbert Grönemeyer war 1994 der erste nicht-englischsprachige Künstler, der von MTV (damals noch mit einem europaweit einheitlichen Programm als MTV Europe) für ein Unplugged-Konzert angefragt wurde. Das dazugehörige Album Unplugged Herbert wurde 1995 (zeitgleich mit einem regulären Live-Album) veröffentlicht, was bemerkenswert ist, da Grönemeyers Plattenfirma EMI zum damaligen Zeitpunkt Anteile am deutschen MTV-Konkurrenten VIVA besaß.
- Ihm folgten im Jahr 2000 die Fantastischen Vier, deren Konzert in der größten eiszeitlichen Kulturhöhle Europas, der Balver Höhle, aufgenommen und im gleichen Jahr als Album erschien. Bei den Aufnahmen wurden konsequent alle Samples, wie z. B. Meeresrauschen, live und akustisch rekreiert. Dieses Konzert wurde (ebenso wie die später folgenden) bei MTV Germany gesendet, also im Gegensatz zu Grönemeyer nicht mehr europaweit ausgestrahlt.
- Die Ärzte gaben am 31. August 2002 im Albert-Schweitzer-Gymnasium in Hamburg mit Unterstützung des dortigen Schulorchesters und -chors und Götz-Alsmann-Percussionist Markus Paßlick ein Unplugged-Konzert, das unter dem Titel Rock ’n’ Roll Realschule als CD und DVD veröffentlicht wurde. Die Ärzte spielten dabei neben ihren Hits eine ganze Reihe von B-Seiten, selten gespielten Liedern und bis dato unveröffentlichtem Material und übernahmen einen Teil der Performance (inklusive der Kostüme) als einen Programmpunkt auf der folgenden Hallentour.
- Am 1. September 2005 nahmen auch Die Toten Hosen im Wiener Burgtheater, unterstützt durch zwei Gastmusiker, ihr MTV Unplugged auf. Die Toten Hosen versahen dabei die akustischen Gitarren ähnlich wie zuvor Nirvana mit elektrischen Abnehmern. Das sollte dem Erfolg von Nur zu Besuch – dem Titel des Albums – keinen Abbruch tun. Die Band coverte dabei unter anderem The Clash und die befreundeten Beatsteaks.
- Am 2. Juli 2008 fand im Rokoko-Theater des Schloss Schwetzingen das Doppel-MTV-Unplugged der Söhne Mannheims und von Xavier Naidoo statt. Das Ergebnis wurde als Wettsingen in Schwetzingen veröffentlicht.
- Am 17. Januar 2009 gaben die Sportfreunde Stiller unter dem Titel Unplugged in New York ein Unplugged-Konzert, das vor einer New-York-ähnlichen Kulisse in den Bavaria Filmstudios in München aufgezeichnet wurde.[8] Als Gäste waren The Subways, Meret Becker und bei Ich war noch niemals in New York Udo Jürgens (per Video) anwesend.
- Ende Januar 2010 gab Sido als siebter deutscher Künstler und als zweiter deutscher Hip-Hop-Act ein Unplugged-Konzert im Märkischen Viertel, woraus sich der Titel Live aus'm M(T)V ergibt. Zu Gast waren u. a. Adel Tawil, Kurt Krömer und Stephan Remmler. Das Konzert wurde am 20. Mai gesendet, das Album erschien einen Tag später.
- Am 3. Juni 2011 gab Udo Lindenberg in Hamburg auf Kampnagel (K6) in der Kulisse einer Hotellobby ein Unplugged-Konzert, das im September unter dem Titel MTV Unplugged – Live aus dem Hotel Atlantic veröffentlicht wurde. Etwa 300 Eintrittskarten dafür waren frei erhältlich und wurden von Udo Lindenbergs Leibwächter Eddy Kante persönlich im Hamburger Hotel Atlantic, dem Wohnsitz Lindenbergs, verkauft.[9] Als Gäste traten Clueso, Max Herre, Stefan Raab, Inga Humpe, Jan Delay und viele andere auf. Bis Mitte 2018 wurden von Lindenbergs erster MTV Unplugged-Ausgabe Live aus dem Atlantic mehr als 1,2 Millionen Einheiten verkauft.[10]
- Am 11., 12. und 14. September 2013 gaben die Scorpions im Lykabettus-Theater in Athen drei Unplugged-Konzerte. Die Auftritte am 11. und 12. September wurden aufgezeichnet. Als Gäste waren u. a. Johannes Strate und Morten Harket dabei. Es war das erste MTV-Unplugged-Event unter freiem Himmel.
- Am 8. Oktober 2013 spielte Max Herre in Berlin ein MTV-Unplugged-Konzert. Als Gäste waren Joy Denalane, Samy Deluxe, Gentleman, Patrice, Afrob, Megaloh, Philipp Poisel und Sophie Hunger mit dabei. Die Veröffentlichung erfolgte am 13. Dezember 2013.
- Im August 2014 spielte Gentleman im Kölner Stadtgarten ein MTV-Unplugged-Konzert als erster Reggaemusiker überhaupt[11]. Als Gäste waren Christopher Martin, Shaggy, Tamika, Martin Jondo, Milky Chance, Ky-Mani Marley, Marlon Roudette, Tanya Stephens, Dean Fraser und Campino dabei. Die Veröffentlichung erfolgte am 7. November 2014.
- Am 9. und 10. April 2015 gaben Revolverheld in der Friedrich-Ebert-Halle in Hamburg ein MTV-Unplugged-Konzert in drei Akten. Der erste Akt wurde von Revolverheld selber arrangiert, der zweite von Jonas David und der dritte von Lillo Scrimali. Als Gäste waren der Männerchor HeartChor, Annett Louisan, Rea Garvey, Heinz Strunk, Das Bo, Marta Jandová, Mark Forster, Johannes Oerding und Michel van Dyke mit dabei. Am 9. Oktober 2015 wurde das Album veröffentlicht.
- Am 4. Mai 2015 gab Cro im Ludwigsburger Scala-Kino ein Unplugged-Konzert. Als Gäste waren Die Prinzen, Max Herre, Teesy, Haftbefehl, Danju und Die Orsons mit dabei. Am 3. Juli 2015 wurde das Album veröffentlicht.
- Am 16. und 17. Juli 2016 wurde das MTV-Unplugged Konzert von Marius Müller-Westernhagen aufgezeichnet. Gäste an seiner Seite waren Udo Lindenberg, Jan Plewka, Elen, Mimi und Lindiwe Suttle. Am 28. Oktober 2016 wurde das Album veröffentlicht.
- Am 8. und 9. August 2017 wurde das MTV-Unplugged Konzert von Peter Maffay im Steintor-Varieté in Halle (Saale) aufgezeichnet. Die Gastkünstler an seiner Seite waren Jennifer Weist, Johannes Oerding, Katie Melua, Philipp Poisel, Ilse DeLange und JB Meijers von The Common Linnets und Tony Carey. Außerdem waren Streicher und Bläser an dem Projekt beteiligt. Percussion spielte dabei Ray Cooper, der schon mit Weltstars wie Rolling Stones oder Elton John zusammen gespielt hat. Das Konzert wurde sowohl im Fernsehen ausgestrahlt, als auch am 3. November 2017 auf CD, DVD und Blu-Ray veröffentlicht.
- Am 6., 7. und 8. April 2018 spielte Samy Deluxe auf der MS Bleichen im Hamburger Hansehafen ein MTV-Unplugged-Konzert. Als Gäste waren Curse, Kool Savas, Max Herre, die Stieber Twins, Patrice, Megaloh, Killer Kela, Afrob, Eko Fresh, MoTrip, Chefket, Torch, Xavier Naidoo, Denyo, Beginner, Eizi Eiz (besser bekannt als Jan Delay), Nena und ihre Tochter Larissa Kerner dabei. Das dazugehörige Album mit 34 Songs wurde am 31. August 2018 veröffentlicht. Am 12. April 2019 erschien zudem die EP „SamTV Unplugged Zugabe“ mit sieben vorher unveröffentlichten Tracks aus dem MTV-Unplugged Konzert.
- Anfang Juli 2018 gab Udo Lindenberg in Hamburg auf Kampnagel (K6) drei Unplugged-Konzerte, die am 14. Dezember 2018 unter dem Titel MTV Unplugged 2 – Live vom Atlantic veröffentlicht wurden. Begleitet wurde Lindenberg vor der Kulisse zweier großer Segelschiffe von seiner siebenköpfigen MTV Unplugged-Band, den Pustefix-Bläsern, dem Panik-Chor, Mitgliedern des NDR Elbphilharmonie-Orchesters und Gästen wie Jan Delay (Hoch im Norden), Andreas Bourani (Radio Song), Gentleman (Kleiner Junge), Alice Cooper (No More Mr. Nice Guy (So’n Ruf musste dir verdienen)), Marteria (Bananenrepublik 2018), Maria Furtwängler (Bis Du vom KGB 2018), The Last Bandoleros (Cowboy Rocker) und Angus & Julia Stone (Durch die schweren Zeiten (I’ll Carry You)). Das Panikorchester war an drei Liedern beteiligt.[12][13]
- Mai 2019 gab Max Raabe mit seinem Palast Orchester zwei Konzerte im Spiegelsaal des Clärchens Ballhaus in Berlin. Am 22. November 2019 wurde das dazugehörige Album mit 30 Liedern veröffentlicht. Mit dabei waren Herbert Grönemeyer, Samy Deluxe, Pawel Popolski, LEA, Namika, der finnische Hardrocker Lordi und Lars Eidinger.[14]
- Im Juni 2019 trat die norddeutsche Band Santiano mit MTV Unplugged in der Kulturwerft Gollan in Lübeck auf. Die Shanty-Rock-Band begrüßte dabei viele verschiedene Gastkünstler auf der Bühne: Alligatoah, Angelo Kelly, Wincent Weiss, Michael Robert Rhein von In Extremo, Ben Zucker, Oonagh, Jennifer Haben von Beyond the Black und Eisbrecher. Für das letzte Lied Die Sehnsucht ist mein Steuermann kam das fünfte Mitglied der Band, Andreas Fahnert auf die Bühne, der eigentlich bei Live-Auftritten aus gesundheitlichen Gründen nicht dabei sein kann. Die Aufzeichnung wurde am 18. Oktober 2019 als MTV Unplugged unter Santiano veröffentlicht.

## Österreichische Künstler
- Am 14. September 2016 hat als erster Österreicher Andreas Gabalier im Wiener Odeon Theater ein MTV-Unplugged gespielt. Unter den Gästen waren Anna Netrebko, 257ers, Gregor Meyle, Xavier Naidoo und Max Giesinger zu finden. Die Veröffentlichung erfolgte am 25. November 2016.
- Am 22. und 23. August 2023 fand die Aufzeichnung des MTV-Unpluggeds von Christina Stürmer im Wiener Volkstheater statt. Unter den Gästen waren Wolfgang Ambros, Deine Freunde, Mathea, Sportfreunde Stiller und Ursula Strauss. Die erste Single Ein halbes Leben (Unplugged) wurde am 19. Jänner 2024 veröffentlicht, das gesamte Album folgte am 15. März 2024.

## Schweizer Künstler
- Am 12. und 13. Oktober 2021 hat als erste Schweizer Gruppe Patent Ochsner im Casino Bern ein MTV-Unplugged gespielt. Unter den Gästen waren Sophie Hunger, Heidi Happy, Andreas Schaerer, Daniela Sarda, Ricky Ombelo (Madagaskar) und Mimmo Locasciulli (Italien). Die Veröffentlichung erfolgte am 11. Februar 2022.[15]
- Am 13. und 14. Juni 2023 spielte Stress im Schiffbau des Schauspielhaus Zürich das erste französischsprachige MTV-Unplugged. Als Gäste wurden Stefanie Heinzmann, EAZ, Noah Veraguth (Pegasus), Bastian Baker und Loco Escrito eingeladen. Die Veröffentlichung erfolgte am 9. November 2023.[16]

## Veröffentlichungen

### Konzerte einzelner Interpreten (Auswahl)
| Aufnahmedatum        | Interpret                                            | Anmerkung |
| -------------------- | ---------------------------------------------------- | --- |
| 1990                 | Aerosmith                                            | |
| 1991                 | Paul McCartney                                       | veröffentlicht als Unplugged (the official bootleg) |
| 1991                 | R.E.M.                                               | |
| 1991                 | The Cure                                             | |
| 1991 (1. Mai)        | A Tribe Called Quest, MC Lyte, LL Cool J, De La Soul | Yo! Unplugged Rap |
| 1992                 | Eric Clapton                                         | Unplugged |
| 1992                 | Mariah Carey                                         | MTV Unplugged |
| 1992                 | Pearl Jam                                            | (veröffentlicht auf Bonus-DVD zur Neuauflage von Ten (2009)) |
| 1992                 | Queensrÿche                                          | |
| 1993                 | Arrested Development                                 | MTV Unplugged |
| 1993                 | Annie Lennox                                         | Songs erschienen auf dem Single-Trio Cold, Colder, Coldest |
| 1993                 | Roxette                                              | „Joyride“, „The Look“ und „Dangerous“ wurden als Single-B-Sides veröffentlicht; DVD-Veröffentlichung des gesamten Konzertes 2006 (The Rox Box/Roxette 86–06) |
| 1993                 | Neil Young                                           | |
| 1993                 | Soul Asylum                                          | |
| 1993                 | Stone Temple Pilots                                  | |
| 1993                 | Midnight Oil                                         | MTV Unplugged |
| 1993                 | Bruce Springsteen                                    | In Concert/MTV UnPlugged |
| 1993                 | Nirvana                                              | MTV Unplugged in New York |
| 1993                 | 10,000 Maniacs                                       | MTV Unplugged |
| 1994                 | Phil Collins                                         | „In the Air tonight“ & „Both Sides of the Story“ wurde 1996/97 als Single-B-Sides veröffentlicht |
| 1994                 | Björk                                                | MTV Unplugged (als DVD) |
| 1994                 | Tony Bennett                                         | MTV Unplugged |
| 1995                 | The Cranberries                                      | „Zombie“ wurde als B-Side veröffentlicht, der bisher unveröffentlichten Song „Yesterday’s gone“ wurde als Bonus auf der DVD „Beneath the Skin“ veröffentlicht. |
| 1995                 | Hole                                                 | |
| 1995                 | Herbert Grönemeyer                                   | Unplugged Herbert |
| 1995                 | Bob Dylan                                            | MTV Unplugged |
| 1995                 | KISS                                                 | Kiss Unplugged |
| 1995                 | Live                                                 | |
| 1996                 | Alice in Chains                                      | MTV Unplugged |
| 1996 (12. März)      | Soda Stereo                                          | Von den Bandmitgliedern „Re-Plugged“ genannt, da manche Songs akustisch und manche elektrisch gespielt wurden. Allerdings wurden die Songs in neuen Versionen, live mit Orchester und anderen Arrangements gespielt. Diese Tatsache ist grafisch daran erkennbar, dass auf dem Cover des Albums das „plugged“ von „unplugged“ dunkler heraussticht. |
| 1996 (23. August)    | Oasis                                                | |
| 1996                 | George Michael                                       | |
| 1997                 | Erykah Badu                                          | |
| 1997 (26. September) | Bryan Adams                                          | MTV Unplugged |
| 1997                 | Babyface                                             | MTV Unplugged |
| 1999                 | Fiona Apple                                          | |
| 1999                 | The Corrs                                            | Unplugged |
| 1999                 | Alanis Morissette                                    | MTV Unplugged |
| 1999                 | Maná                                                 | MTV Unplugged |
| 2000                 | Shakira                                              | MTV Unplugged |
| 2000                 | Die Fantastischen Vier                               | MTV Unplugged: Die Fantastischen Vier |
| 2001                 | Alejandro Sanz                                       | MTV Unplugged |
| 2001                 | Hikaru Utada                                         | Unplugged (Japan) |
| 2001                 | Jay-Z                                                | MTV Unplugged |
| 2001 (21. Juli)      | Lauryn Hill                                          | MTV Unplugged |
| 2001                 | R.E.M.                                               | (zum zweiten Mal) |
| 2001                 | Staind                                               | MTV Unplugged |
| 2001                 | X Japan                                              | Unplugged (Japan) |
| 2002                 | Dashboard Confessional                               | MTV Unplugged 2.0 |
| 2002                 | Lauryn Hill                                          | MTV Unplugged 2.0 |
| 2002                 | Die Ärzte                                            | Rock ’n’ Roll Realschule |
| 2003                 | Ken Hirai                                            | MTV Unplugged (Japan) |
| 2004                 | Diego Torres                                         | MTV Unplugged |
| 2005                 | Hitomi Yaida                                         | Hitomi Yaida MTV Unplugged (Japan) |
| 2005                 | Café Tacuba                                          | MTV Unplugged |
| 2005                 | Giorgia                                              | MTV Unplugged |
| 2005                 | Alicia Keys                                          | MTV Unplugged |
| 2005                 | Die Toten Hosen                                      | Nur zu Besuch |
| 2006                 | Ricky Martin                                         | MTV Unplugged |
| 2006                 | Kayah                                                | MTV Unplugged |
| 2007                 | Korn                                                 | MTV Unplugged: Korn |
| 2007                 | Hey                                                  | MTV Unplugged |
| 2007                 | Bon Jovi                                             | |
| 2008                 | Julieta Venegas                                      | MTV Unplugged |
| 2008                 | Söhne Mannheims vs. Xavier Naidoo                    | MTV Unplugged (Wettsingen in Schwetzingen) |
| 2009                 | All Time Low                                         | MTV Unplugged |
| 2009                 | Sportfreunde Stiller                                 | MTV Unplugged in New York |
| 2009                 | Wilki                                                | MTV Unplugged |
| 2009                 | Katy Perry                                           | MTV Unplugged |
| 2009                 | Paramore                                             | |
| 2009                 | ayaka                                                | MTV Unplugged Ayaka, als Blu-ray und DVD im Januar 2010 veröffentlicht. |
| 2010                 | Sido                                                 | MTV Unplugged Live aus’m MV |
| 2010                 | Adam Lambert                                         | |
| 2010                 | B.o.B                                                | MTV Unplugged |
| 2010                 | Kult                                                 | MTV Unplugged |
| 2010                 | Mando Diao                                           | MTV Unplugged |
| 2011                 | Lil Wayne                                            | |
| 2011                 | 30 Seconds to Mars                                   | |
| 2011                 | Udo Lindenberg                                       | MTV Unplugged – Live aus dem Hotel Atlantic |
| 2012                 | Beni                                                 | MTV Unplugged (Japan) |
| 2012                 | Juju                                                 | MTV Unplugged Juju (Japan) |
| 2012                 | Florence + The Machine                               | MTV Unplugged |
| 2012                 | Juanes                                               | Trés presents: Juanes MTV Unplugged |
| 2012                 | Die Fantastischen Vier                               | MTV Unplugged II |
| 2013                 | Chara                                                | MTV Unplugged Chara (Japan) |
| 2013                 | Scorpions                                            | MTV Unplugged – in Athens |
| 2013                 | Max Herre                                            | MTV Unplugged Kahedi Radio Show |
| 2013                 | Kana Nishino                                         | MTV Unplugged Kana Nishino (Japan) |
| 2014                 | Miley Cyrus                                          | MTV Unplugged |
| 2014                 | Gentleman                                            | MTV Unplugged, Erstausstrahlung auf RTL |
| 2015                 | Revolverheld                                         | MTV Unplugged |
| 2015                 | Cro                                                  | MTV Unplugged: Cro, Erstausstrahlung auf ProSieben im Free-TV |
| 2015                 | Placebo                                              | MTV Unplugged |
| 2015                 | Unheilig                                             | MTV Unplugged: Unter Dampf – Ohne Strom |
| 2016                 | Mika Nakashima                                       | MTV Unplugged (Japan) |
| 2016                 | Marius Müller-Westernhagen                           | MTV Unplugged Marius Müller-Westernhagen |
| 2017                 | Andreas Gabalier                                     | MTV Unplugged Andreas Gabalier |
| 2017                 | a-ha                                                 | MTV Unplugged – Summer Solstice |
| 2017                 | Peter Maffay                                         | MTV Unplugged |
| 2017                 | Biffy Clyro                                          | MTV Unplugged Live at Roundhouse London |
| 2018                 | Shawn Mendes                                         | MTV Unplugged |
| 2018                 | Samy Deluxe                                          | SaMTV Unplugged |
| 2018                 | Udo Lindenberg                                       | MTV Unplugged 2 – Live vom Atlantic |
| 2019                 | Max Raabe & Palast Orchester                         | MTV Unplugged |
| 2019                 | Santiano                                             | MTV Unplugged |
| 2021                 | Patent Ochsner                                       | MTV Unplugged |

### Compilations
- 1994: The Unplugged Collection, Volume 1
- 2002: Uptown MTV Unplugged
- 2002: The Best of MTV Unplugged
- 2003: The Very Best of MTV Unplugged 2
- 2004: The Very Best of MTV Unplugged 3 (Mit Bonus-DVD)